# Arborele pagodelor exemplarul din satul Gârdani, județul Maramureș
Acest exemplar de arbore al pagodelor (Ginkgo biloba) din satul Gârdani, comuna Sălsig, județul Maramureș, are diametrul trunchiului de 0,73 m, înălțimea de peste 2 m și o vârstă de 150 de ani.